# 惡魔城系列敵人
惡魔城系列敵人為日本電玩公司科樂美的作品─惡魔城系列下所有架空敵人的一覽表。
本表不包含如德古拉、死神等重要角色，僅收錄過場敵人。（注意：日版和海外版的名稱可能不同）

## Boss
吸血蝙蝠、巨大蝙蝠、黑翼蝙蝠（吸血コウモリ、おおこうもり、ジャイアントバット／Ginat Bat、Darkwing Bat）
以Boss登場作品：惡魔城、惡魔城X血之輪迴、惡魔城XX、惡魔城X 月下夜想曲、惡魔城白夜協奏曲、德古拉傳說重生
非以Boss登場作品：惡魔城曉月圓舞曲（過場動畫）
巨大的蝙蝠，會分裂成無數小蝙蝠逃避攻擊，擅長不規則的空對地突襲攻擊，詳見蝙蝠。
| 關連怪物                                | 解說                                                                     |
| --------------------------------------- | ------------------------------------------------------------------------ |
| 蝙蝠（バット、こうもり／Bat）           | 住在城堡附近的吸血蝙蝠，為了博得一口營養（人類的血）也樂意為吸血鬼下屬。 |
| 黑暗蝙蝠（ダークバット/Bat）            | 會分裂為兩隻蝙蝠追趕獵物。                                               |
| 雙胞胎蝙蝠（ツインバット/Twin Bat）     | 一起行動的兩隻大型蝙蝠，於影之命令中擔任Boss。                           |
| 黃金蝙蝠(ゴールデンバット/Zapf Bat)     | 由各種貴金屬和寶石組成，於超級惡魔城4中擔任Boss。                        |
| 蝙蝠群（バットカンパニー／Bat Company） | 因意識而結合在一起的蝙蝠群，於蒼月十字架中擔任Boss。                     |

彌諾陶洛斯（ミノタウロス／Minotaurs）
以Boss登場作品：惡魔城X血之輪迴、惡魔城XX、惡魔城X 月下夜想曲、惡魔城白夜協奏曲、惡魔城X年代記、惡魔城THE ARCADE、惡魔城闇之咒印
非以Boss登場作品：惡魔城曉月圓舞曲、惡魔城影之命令
俗名牛頭人，有著值得誇耀的怪力的半人半牛怪物，擅使一把長木柄大斧作戰，月下夜想曲中與狼人一起搭檔，名字來自希臘神話中的怪物。
| 亞種                                                        | 解說                                       |
| ----------------------------------------------------------- | ------------------------------------------ |
| 另一個彌諾陶洛斯（ミノタウロスアナザー／Minotaurs Another） | 持著鏈球登場，同樣於白夜協奏曲中擔任Boss。 |
| 紅彌諾陶洛斯（レッドミノタウロス／Red Minotaurs）           | 自地獄修練回來，體色變化為紅色。           |

屍骸軍團（レギオン／Legion、Granfalloon）
以Boss登場作品：惡魔城X 月下夜想曲、惡魔城白夜協奏曲、惡魔城曉月圓舞曲、惡魔城闇之呪印、惡魔城迷宮迴廊
非以Boss登場作品：惡魔城月輪
失去魂魄的人們融合而成的惡魔，名字來自馬可福音第五章出現的惡魔。
| 關連怪物                                    | 解說                                                                                               |
| ------------------------------------------- | -------------------------------------------------------------------------------------------------- |
| 奴克雷亞斯（ヌクレアス/Nuculais）           | 闇之呪印中军团的核心，外型為巨大的光人形。由於是被海克特強制撬壞外殼而提早誕生，因此是個未成熟體。 |
| 亞種                                        | 解說                                                                                               |
| 军团‧聖（レギオン・セイント／Legion Saint） | 被黑暗之力所殺死的天使屍骸所組成。                                                                 |
| 军团‧骸（レギオン・ムクロ／Legion Corpse）  | 和一般的军团差不多，但由死屍的骸骨組成。                                                           |

木乃伊男、木乃伊（ミイラ男、マミー／Mummy、Mummy Man、Akmodan II）
以Boss登場作品：惡魔城、超級惡魔城4、惡魔城X血之輪迴、惡魔城X 月下夜想曲、惡魔城迷宮迴廊
非以Boss登場作品：惡魔城月輪、惡魔城迷宮迴廊
源自比惡魔城更古早悠久的古埃及傳說，過去埃及的王者貴族渴求著靈魂的下輩子轉生，所以現世的肉體死亡前要求下人將屍體做特殊處理，以便下輩子轉生可以找到原本的身體，而德古拉則讓他們找回身體，為了報恩這些亡魂自願為德古拉效力，真實故事詳見木乃伊。作品中可能同時出現兩種木乃伊，分別擔任BOSS及一般雜魚怪物。
| 關連怪物                | 解說           |
| ----------------------- | -------------- |
| 棺木（コフィン/Coffin） | 內藏有木乃伊。 |

科學怪人（フランケンシュタイン／Frankenstein、The Creature）
以Boss登場作品：惡魔城、超級惡魔城4、惡魔城X血之輪迴、惡魔城X 月下夜想曲、惡魔城迷宮迴廊、德古拉傳說重生
非以Boss登場作品：惡魔城蒼月十字架、惡魔城被奪走的刻印
惡魔城不但優於魔法學問的使用，也精於統納科學界的學問，包含了建築、化學物理、禁忌的煉金術；在瘋狂的實驗手術下，瘋狂科學家所製造的人造人，準備以優於人類的肉體力量及只為戰鬥的的瘋狂格鬥技巧及意志，大殺人間，名字來自瑪麗‧雪萊筆下的科學怪人之名。於惡魔城中與跳蚤男（其实是Igor，科学家的助手）一起搭檔。
| 關連怪物                     | 解說                                                                                 |
| ---------------------------- | ------------------------------------------------------------------------------------ |
| 恩奇都（エンキドゥ／Enkidu） | 由瘋狂科學家製造的人造人，名字似乎是參考自吉爾伽美什史詩中吉爾伽美什友人恩奇都之名。 |
| 重建者（リビルド／Rebuild）  | 集合名格鬥家屍體所製造的人造人。                                                     |

幽靈舞者（ゴーストダンサー/Ghost Dancer、Dancing Specters）
以Boss登場作品：超級惡魔城4
非以Boss登場作品：惡魔城曉月圓舞曲、惡魔城蒼月十字架、惡魔城迷宮迴廊
優雅的跳著劍舞的貴族亡靈，其他作品多以一般雜兵出現；在超級惡魔城4中有一般雜魚與BOSS兩種亡靈舞者之分，海外版說明書中紀載身為BOSS的亡靈舞者他們兩人的名字分別為寶拉‧亞伯葛爾（Paula Abghoul）和福瑞德‧阿斯卡雷（Fred Askare）。
骷髏王（スケルトンキング/Skeleton King、Rowdain）
以Boss登場作品：超級惡魔城4
非以Boss登場作品：惡魔城被奪走的刻印
骷髏之王，體型比一般骷髏要大上許多。於超級惡魔城4中與骸骨馬（スケルトンホース）一起搭檔。
貝利根（ベリガン/Slogra）
以Boss登場作品：超級惡魔城4、惡魔城X月下夜想曲
非以Boss登場作品：惡魔城蒼月十字架、惡魔城闇之咒印
死神直屬的惡魔騎士之一，手持長槍；擅長於地面戰，在失去長槍後會以尖嘴攻擊。於惡魔城X月下夜想曲中與賈鵬一起搭檔。
賈鵬（ギャイボン/Gaibon）
以Boss登場作品：超級惡魔城4、惡魔城X月下夜想曲
非以Boss登場作品：惡魔城蒼月十字架、惡魔城闇之咒印
死神直屬的惡魔騎士之一，擅長於空中牽制敵人；能力為噴出熾熱的火焰彈，於惡魔城X月下夜想曲中與貝利根一起搭檔。
魔像、石巨人、巨岩（ゴーレム、ビックストーン／Golem、Koranot）
以Boss登場作品：超級惡魔城4、Vampire Killer、惡魔城白夜協奏曲、惡魔城無罪的嘆息、德古拉傳說重生
非以Boss登場作品：惡魔城曉月圓舞曲、惡魔城迷宮迴廊、惡魔城X年代記
以可操縱角色登場作品：惡魔城審判
賜與虛偽生命的土人偶，土地原為岩漿冷卻後的型態，可柔軟到塑造任何物品，也可堅硬如鑽，而魔像正是運用自然的產物來反噬人間的最佳範例，以大體積及堅硬之身作格鬥攻擊，名字來自猶太教傳承的土人偶，希伯来传说中有生命的假人。
惡魔城審判裡因為被召喚至「時之狹間」中，有了自我意識並為了生存而戰鬥。
配音：白熊寬嗣（惡魔城審判）
| 亞種                                        | 解說                                                               |
| ------------------------------------------- | ------------------------------------------------------------------ |
| 骷髏魔像（ボーンゴーレム／Bone Golem）      | 以無數人骨打造的魔像，於血之輪迴中擔任Boss。                       |
| 木製魔像（ウッドゴーレム／Wood Golem）      | 由木頭所製造的魔像，以不輸給石頭硬度的堅硬良木給予敵人肉體的痛楚。 |
| 巨大魔像（ビッグゴーレム／Big Golem）       | 巨大的魔像，於曉月圓舞曲中擔任Boss。                               |
| 血肉魔像（フレッシュゴーレム／Fresh Golem） | 由人類屍體所製造，也具有屍毒的特性。                               |
| 鐵製魔像（アイアンゴーレム／Iron Golem）    | 由鐵所製造，物理硬度堪稱一流，毫無弱點。                           |

狼人、狼男（ウェアウルフ、ワーウルフ、おおかみ男、ライカンスロープ／Werewolf、Lypuston、Lesser Lycanthrope）
以Boss登場作品：惡魔城X血之輪迴、惡魔城XX、惡魔城X月下夜想曲、惡魔城迷宮迴廊、惡魔城X年代記、惡魔城The Aracde
非以Boss登場作品：惡魔城曉月圓舞曲、惡魔城蒼月十字架、惡魔城被奪走的刻印
滿月之夜變身為狼的半獸人，以一副靈巧的身手跟格鬥技巧跟敵人對戰，月下夜想曲中與彌諾陶洛斯一起搭檔。
| 關連怪物                                 | 解說                                                             |
| ---------------------------------------- | ---------------------------------------------------------------- |
| 巨大妖狼（グレートヴォルグ／Great Warg） | 戰鬥型的狼人，體型、力量與速度都更為上升。於闇影主宰中擔任BOSS。 |
| 狼女(狼女/Wolf Woman)                    | 女性狼人，於惡魔城X68000版及惡魔城年代記中擔任Boss。             |

德蓋札（ドゲザー／Dogether）
以Boss登場作品：惡魔城X血之輪迴、惡魔城X年代記
非以Boss登場作品：惡魔城迷宮迴廊
自禁咒中誕生的魔法生命體。
飛龍（ワイバーン/Wyvern）
以Boss登場作品：惡魔城X血之輪迴、惡魔城X年代記、惡魔城闇之咒印
非以Boss登場作品：惡魔城迷宮迴廊
龍的眷屬，有著巨大翅膀。
無首騎士（デュラハン／Dullahan、Durahan）
以Boss登場作品：惡魔城X血之輪迴、惡魔城XX、惡魔城迷宮迴廊、惡魔城X年代記、惡魔城THE ARCADE、惡魔城闇之咒印
非以Boss登場作品：惡魔城無罪的嘆息
一手持著自己的斷首，一手持騎士長槍的類人形騎士惡魔，名字來自愛爾蘭傳說中駕著無頭馬的無頭死神杜拉汉，亦有為身披鎧甲的版本、無頭的女性騎士或是僅拉無頭馬車而無騎馬等說法。
低等惡魔（レッサーデーモン/Lesser Demon）
以Boss登場作品：惡魔城X月下夜想曲
非以Boss登場作品：惡魔城迷宮迴廊、惡魔城闇之咒印
成長尚未完全，擅長魔法攻擊的惡魔。
死靈術師（ネクロマンサー／Necromancer）
以Boss登場作品：惡魔城月輪、惡魔城闇影主宰
非以Boss登場作品：惡魔城被奪走的刻印、惡魔城闇之咒印
另稱死靈法師，以黑魔術操縱屍體的妖術師，月輪中會變化成惡魔。
於惡魔城闇影主宰中則是死靈術師首領所支配下的冥界管理者，同時死靈術師首領也將闇影主宰之力借與他。
配音：大塚芳忠（惡魔城闇影主宰）
尸龍（ドラゴンゾンビ/Dragon Zombie）
以Boss登場作品：惡魔城月輪
非以Boss登場作品：惡魔城被奪走的刻印
化成活屍的龍，喪失魔力後比以前更加兇猛。月輪中以兩隻同時出場，在打倒其中一隻後，另一隻則會啃食其屍體來恢復體力。
魔鬼（デビル/Devil）
以Boss登場作品：惡魔城白夜協奏曲
非以Boss登場作品：惡魔城月輪、惡魔城曉月圓舞曲、惡魔城蒼月十字架、惡魔城被奪走的刻印，
自地獄的深淵中現身，在惡魔城的美術風格中，它們是手腳長著雄厚肌肉、背後有一對類似於鳥的肉翅、面目猙獰並且頭部張著尖角，尖牙利指的類人型醜陋怪物，它們是出身於地獄的產物，對可變化成惡魔的德古拉示好，也是德古拉軍隊的三級主力，不用兵器的輔助，光靠飛行、手腳的肌肉跟尖銳指甲，便足以一騎當千、取人首級如探囊取物，高階者會從家鄉出產的地獄之火習得控火技巧（也有學習其他魔法如水、電、闇者），而冠devil之名的惡魔會比角惡魔修練更久、更為強悍。
大师鎧甲、強力騎士（グレートアーマー、グレートナイト／Great Armor、Great Knight）
以Boss登場作品：惡魔城曉月圓舞曲
非以Boss登場作品：惡魔城被奪走的刻印、惡魔城闇之咒印
| 關連怪物                                     | 解說                                      |
| -------------------------------------------- | ----------------------------------------- |
| 巨大鎧甲（ジャイアントアーマー／Sir Grakul） | 巨大的鎧甲戰士，於超級惡魔城4中擔任BOSS。 |

巴羅爾（バロール／Balore）
以Boss登場作品：惡魔城曉月圓舞曲、惡魔城蒼月十字架
非以Boss登場作品：惡魔城迷宮迴廊
持有令人恐懼的瞳孔、比巨人還要高大數倍的大巨人，名字來自克爾特神話的魔神。
食人者（マンイーター／Man Eater）
以Boss登場作品：惡魔城被奪走的刻印
非以Boss登場作品：惡魔城曉月圓舞曲
居住在巨大頭蓋骨中的怪蟲，月輪中有同名的食人植物。
飛行鎧甲（フライングアーマー／Flying Armor）
以Boss登場作品：惡魔城蒼月十字架
非以Boss登場作品：惡魔城X月下夜想曲、惡魔城迷宮迴廊
利用魔力飄在空中並自由的操作兩把長劍，批著披風的怪人。
分身、離魂者、生灵（ドッペルゲンガー／Doppelgänger）
以Boss登場作品：惡魔城X月下夜想曲
非以Boss登場作品：惡魔城迷宮迴廊
窺探某人的內心並化身成該目標人物的惡魔，不僅能力逼近原本尊人物，且喜歡讓團體出現內鬨。
偽拉爾夫（ラルフフェイク／Fake Trevor）
以Boss登場作品：惡魔城X月下夜想曲
非以Boss登場作品：惡魔城迷宮迴廊
偽裝成拉爾夫‧C‧貝爾蒙多的殭屍。手持仿造吸血鬼殺手的外表，以人骨製成的鞭子；亦能模仿副武器─人骨十字架、巨大人骨十字架、偽聖水及使用副武器粉碎─千把小刀。
偽賽法（サイファフェイク／Fake Sypha）
以Boss登場作品：惡魔城X月下夜想曲
非以BOSS登場作品：惡魔城迷宮迴廊
偽裝成賽法‧貝爾南堤斯的殭屍，於惡魔城X月下夜想曲中僅能模仿青之潑濺；在惡魔城迷宮迴廊中則能模仿神聖火焰、神聖之雷以及放出石化氣體和召喚劣化量產版的偽拉爾夫。
偽古蘭特（グラントフェイク／Fake Grant）
以Boss登場作品：惡魔城X月下夜想曲
非以Boss登場作品：惡魔城迷宮迴廊
偽裝成古蘭特・達納斯提的殭屍，會攀附在天花板上丟出匕首。
駿鷹（ヒポグリフ／Hippogryph）
以Boss登場作品：惡魔城X月下夜想曲
非以Boss登場作品：惡魔城月輪
會發射數個旋風，參考傳說由獅鷲（Griffin）和母馬雜交後的混種。
蠍獅（マンティコア/Manticore）
以Boss登場作品：惡魔城曉月圓舞曲
非以Boss登場作品：惡魔城蒼月十字架
有著獅身蝙蝠翼蠍子尾的怪物，名字來自古波斯傳說的怪物。
阿耆尼（アグニ／Aguni）
以Boss登場作品：惡魔城蒼月十字架
非以Boss登場作品：惡魔城迷宮迴廊
火焰的化身，大肆放出火焰，欲使四周成一片火海，名字來自印度神話中的火神。
亞巴頓（アバドン／Abaddon）
以Boss登場作品：惡魔城蒼月十字架
非以Boss登場作品：惡魔城迷宮迴廊
蝗蟲王，操控蝗蟲來侵蝕敵人肉體，名字來自新約聖經中啟示錄裡的深淵魔王。
葛果斯、罪魔兽（ゲーゴス／Gergoth）
以Boss登場作品：惡魔城蒼月十字架
非以Boss登場作品：惡魔城迷宮迴廊
遠古的罪人，詛咒著世間的一切而化為魔獸。
其设计可能参考了北欧神话当中的巨龙法夫纳。
傑法爾（ゼファル／Zephyr）
以Boss登場作品：惡魔城蒼月十字架
非以Boss登場作品：惡魔城迷宮迴廊
時間的支配者，與庫羅諾梅基（Chronomage）是好友，以凍結四周時間癱瘓敵人並丟擲小刀來作戰。台詞似乎惡搞了JOJO的奇妙冒險裡的DIO，名字來自希臘神話四風中的西風。
玛帕、瑪魯法斯、羽惡魔（マルファス、フェザーデーモン/Karasuman、Feather Demon、Malphas）
以Boss登場作品：惡魔城X月下夜想曲、惡魔城蒼月十字架
非以Boss登場作品：惡魔城白夜協奏曲、惡魔城迷宮迴廊
操縱烏鴉的黑惡魔，名字來自72柱惡魔之一。
| 關連怪物                                                | 解說                                           |
| ------------------------------------------------------- | ---------------------------------------------- |
| 黑魔女瑪魯法斯（黒の魔女マルファス/Crow Witch Malphas） | 巨大的女性烏鴉惡魔，會產下卵並孵化出魔女之仔。 |
| 魔女之仔（魔女の仔/Witch Child）                        | 黑魔女瑪魯法斯產下的小型惡魔。                 |

哈耳庇厄（ハーピー／Harpy）
以Boss登場作品：惡魔城THE ARCADE
非以Boss登場作品：惡魔城月輪、惡魔城白夜協奏曲、惡魔城曉月圓舞曲、惡魔城影之命令、惡魔城闇之咒印
會灑下銳利如刀的羽毛，名字的由來是希臘神話中的女性鳥妖。
| 亞種                      | 解說                                                                                 |
| ------------------------- | ------------------------------------------------------------------------------------ |
| 賽蓮（セイレーン／Siren） | 會演唱不祥之歌的女性鳥妖，名字的由來是希臘神話中的怪物。白夜協奏曲中外表類似西佛爾。 |

白龍、骨龍（ホワイトドラゴン／White Dragon、Bone Dragon）
以Boss登場作品：惡魔城THE ARCADE、德古拉傳說重生
非以Boss登場作品：惡魔城白夜協奏曲、惡魔城曉月圓舞曲、惡魔城闇之咒印
僅有骨頭的龍(依惡魔城美術風格跟原著小說的原文化薰陶，應指西洋龍)，多生在壁上，而身體結構大多只有脊椎跟頭，以噴火和吐火球為主要攻擊，玩家太靠近的話也有可能招致到衝撞攻擊跟齒咬撕裂傷。
| 關連怪物                                   | 解說                                                                         |
| ------------------------------------------ | ---------------------------------------------------------------------------- |
| 庫庫爾坎（ケツアルクアトル／Quetzalcoatl） | 古代的蛇神，有時候由跳蚤男所駕駛。名字來自瑪雅神話的蛇神。                   |
| 骨之那伽（ボーンナーガ／Bone Naga）        | 名字來自印度神話的蛇神。                                                     |
| 天使木乃伊（エンジェルマミー/Angel Mummy） | 以人型骸骨與龍型骸骨交叉升長攻擊，亦會噴出火焰彈。於德古拉傳說II中擔任Boss。 |

統治劍（ルーラーソード/Ruler Sword、Spectral Blade）
以Boss登場作品：德古拉傳說重生
非以Boss登場作品：惡魔城X月下夜想曲、惡魔城被奪走的刻印、惡魔城闇之咒印
持有邪惡意識的劍，操控众多兵器与敵人周旋。
| 關連怪物                                     | 解說                                  |
| -------------------------------------------- | ------------------------------------- |
| 統治劍LV2(ルーラーソードLV2/Ruler Sword Lv2) | 比LV1重視攻擊，只有配備大量的劍。     |
| 統治劍LV3(ルーラーソードLV3/Ruler Sword Lv3) | 比LV2威力更強，配備盾牌做為防守之用。 |

梅杜莎（メディウサ、メデューサ／Medusa）
登場作品：惡魔城、惡魔城傳說、超級惡魔城4、惡魔城X血之輪迴、惡魔城X月下夜想曲、惡魔城無罪的嘆息、惡魔城迷宮迴廊、惡魔城影之命令
能將人石化的女性惡魔，其千萬髮絲可化為小蛇騷擾萬物，亦可化為大蛇或將其髮絲脫離本體，繁衍成梅杜莎飛頭，石化的能力在雙眼，以正眼對看者都會被石化，如果肉體未脫出石化覆殼前被敵人攻擊，有可能內身完全化為真正的石頭被催；其真實傳說詳見美杜莎、戈耳工。
惡魔城傳說中於海外版中因為其裸露性的外表而被修正為男性，並更名蛇男哨兵（Snake Man Sentinel）。
| 關連怪物                                                                                | 解說                                               |
| --------------------------------------------------------------------------------------- | -------------------------------------------------- |
| 小梅杜莎、梅杜莎之首（スモールメデューサ、メディウサヘッド／Small Medusa、Medusa Head） | 由梅杜莎的頭髮所分裂的怪物，只有一部分有石化能力。 |
| 戈剛之首（ゴルゴンヘッド／Gorgon Head）                                                 | 由梅杜莎的頭髮所分裂的怪物，具有石化能力。         |

花窗玻璃騎士（ステンドグラスナイト/Stain-Glass Knight）
登場作品：鬧鬼之城
花窗玻璃上的騎士因邪惡的意志而有了活動能力。
骷髏騎士首領（スケルトンナイトロード／Skeleton Knight Lord）
登場作品：惡魔城傳說、惡魔城白夜協奏曲
所有骷髏騎士的頭目，除了手上的劍跟盾外，也會從盔甲肚腹處放出黑暗能源。
海蟒、水龍（サーペント、ウォータードラゴン／Sea Serpent、Water Dragon）
登場作品：惡魔城傳說、惡魔城X血之輪迴、惡魔城X年代記、惡魔城THE ARCADE
居住於海中的蛟龍。
| 關連怪物                            | 解說 |
| ----------------------------------- | --- |
| 雙頭龍(双頭竜/Orphic Vipers)          | 躲藏於瀑布中的雙頭蛟龍，在超級惡魔城4中擔任Boss。                                                                            |
| 沙羅曼達(サラマンダー/Water Dragon) | 在地下蟄伏了數百年的蛇的化身，有著全長超越50公尺的龐大身軀。名字來自西方四元素說中對應火元素的火精靈，在惡魔城XX中擔任Boss。 |

庫克洛普斯（サイクロプス／Cyclops）
登場作品：惡魔城傳說、惡魔城白夜協奏曲
四肢健壯、持有巨大鐵槌的惡鬼，頭部只有一棵大眼睛及其他三個器官（耳鼻口），名字來自希臘神話的獨眼巨人。
地下鼴鼠（アンダー・モール/Under Mole）
登場作品：德古拉傳說
視覺退化但嗅覺十分發達的凶暴鼴鼠，利用利爪襲擊獵物。
勾邦斯（ゴーバンス/Death Bat）
登場作品：德古拉傳說
長著巨大羽翼的鳥惡魔，以俯衝的方式襲擊玩家。
鐵人偶（アイアンドール/Iron Doll）
登場作品：德古拉傳說II
穿著重鎧甲的惡魔，能以手上的劍發出衝擊波。
雷電（ライトニング/Lightning）
登場作品：德古拉傳說II
以黑雲操控落雷進行攻擊的惡靈，可變化為宛如聖艾爾摩火的姿態使玩家攻擊無效化。
巨大蛟龍、龍骨王（グランドサーペント/Bone Dragon King）
登場作品：德古拉傳說II
巨大的屍龍，會在四處鑽洞來伺機攻擊。
雙重三齒魚叉（ツイントライデット/Kumulo and Nimbler）
登場作品：德古拉傳說II
兩個巨大的惡魔石像，會使用槍與火焰彈攻擊。
貝西摩斯（ベヒモス／Behemoth）
登場作品：惡魔城X血之輪迴、惡魔城迷宮迴廊、惡魔城X年代記
仇視神的怪獸，即使死了也要朝著天吐口水。
惡靈、男巫（ゴースト/Warlock）
登場作品：惡魔城XX、惡魔城闇之咒印
崇拜邪神的魔導士，在處刑之後被棄置在地下的墓穴。
斯庫拉（スキュラ/Scylla）
登場作品：惡魔城X月下夜想曲
心與外表一樣恐怖和醜陋的海妖，名字來自希臘神話中的海妖。
| 關連怪物                               | 解說                 |
| -------------------------------------- | -------------------- |
| 斯庫拉之尾(スキュラテイル/Scylla Wyrm) | 被斯庫拉寄生的水蛇。 |

骷髏領袖（スケルトンリーダー／Skeleton Leader）
登場作品：惡魔城X月下夜想曲（SS版）
骷髏士兵們的頭目，於城內的勢力爭奪時破損。
刻耳柏洛斯（ケルベロス／Cerberus、Keruberosu）
登場作品：惡魔城X月下夜想曲、惡魔城月輪
三頭的地獄犬，名字來自希臘神話中的冥界看門狗。
別西卜（ベルゼブブ／Beelzebub）
登場作品：惡魔城X月下夜想曲
蒼蠅王，以沾附在身上腐肉的毒蒼蠅跟毒蟲為四周帶來疾病，名字來自聖經中的七大罪惡魔之一。
亞德拉梅萊克（アドラメレク/Adramelech）
登場作品：惡魔城月輪
會放出鬼火、毒氣泡與大量骷髏頭的羊頭惡魔，名字來自後被聖經描寫成惡魔的迦南太陽神。
活鎧甲（リビングアーマー／Living Armor）
登場作品：惡魔城白夜協奏曲
用黑魔術製成的巨型鎧甲，弱點在於膝蓋上。
| 關連怪物                                           | 解說                                                             |
| -------------------------------------------------- | ---------------------------------------------------------------- |
| 傑魯多(ゼルド/Gobanz)                              | 智能不高的鎧甲戰士，左手的矛可自由伸縮。於德古拉傳說中擔任Boss。 |
| 命令騎士(オーダーナイト/Order Knight)              | 命令組織所製造的鎧甲戰士，於影之命令中擔任Boss。                 |
| 亞種                                               | 解說                                                             |
| 大門守衛（ゲートガーダー／Gate Guard）             | 外表和活鎧甲沒什麼兩樣，只是以藍色為主。                         |
| 守護者鎧甲（ガーディアンアーマー／Guardian Armor） | 外表和活鎧甲沒什麼兩樣，拿的武器由刀換成劍。                     |
| 青銅守衛（ブロンズガーダー／Bronze Armor）         | 外表和活鎧甲沒什麼兩樣，只是以綠色為主並無持有武器。             |

影子（シャドウ／Shadow）
登場作品：惡魔城白夜協奏曲
沒有固定形狀的影子惡魔。
帕祖祖（パズズ／Pazuzu）
登場作品：惡魔城白夜協奏曲
領導小惡魔的肌肉大惡魔，名字來自巴比倫神話中帶來狂風和焚風的惡靈。
巨大窺視者（ピーピングビック／Peeping Big）
登場作品：惡魔城白夜協奏曲
大型的窺視眼，由多个窺視眼融合而成，击败后分散成多个窺視眼后消失。
| 關連怪物                                        | 解說 |
| ----------------------------------------------- | --- |
| 窺視眼（ピーピングアイ／Peeping Eye）           | 以一顆綠皮包覆一顆眼球及其他綠形球體組成的類孺蟲形黑暗生物，負責監視城堡。                                     |
| 巴克貝亞德（バックベアード／Backbeard）         | 身上纏有雷電的獨眼惡魔，名字來自美國傳說的妖怪，看見他的獨眼會精神錯亂而自高處墜落而死。                       |
| 巨大眼（ビックアイ/Rolling Eye、Giant Eyeball） | 恐怖的巨大眼球，受攻擊時，體內的酸性液體會爆炸而使橋崩壞。在德古拉傳說重生中擔任BOSS，會不斷生出小型的巨大眼。 |
| 眼球幽靈（目玉幽霊/Ghostly Eyeball）            | 迷惘於空中，僅有一顆大眼珠的幽靈。                                                                             |

極大史萊姆（スライマキシム／Slime Maxim）
登場作品：惡魔城白夜協奏曲
巨大的史萊姆，受到攻擊會分裂出小史萊姆。能夠自在的變換屬性，使玩家中毒、受詛咒或者是石化。
| 關連怪物                                                          | 解說                                                                 |
| ----------------------------------------------------------------- | -------------------------------------------------------------------- |
| 變形蟲、史萊姆（アメーバ、スライム、アモエバエ ／Slime、Amoebae） | 泥狀怪物，對於物理性攻擊有很大的抵抗力。在德古拉傳說重生中擔任BOSS。 |
| 小史萊姆（プチスライム／Small Slime）                             | 打擊史萊姆後分裂而成。                                               |
| 大史萊姆(スライム・ラージ/Large Slime)                            | 泥狀怪物，物理性攻擊完全無效。                                       |
| 亞種                                                              | 解說                                                                 |
| 毒史莱姆（タンジェリー／Tanjelly）                                | 類似史萊姆的泥狀怪物，帶有劇毒。                                     |

巨大半魚人（きょだいはんぎょじん/Giant Merman）
登場作品：惡魔城白夜協奏曲
半鱼人的统领，可召唤其他半鱼人协助战斗。
| 關連怪物                                           | 解說                                     |
| -------------------------------------------------- | ---------------------------------------- |
| 半魚人（はんぎょじん／Merman）                     | 居住在水邊，會襲擊靠近水邊的生物。       |
| 魚人（フィッシュマン、マーマン／Merman、Fish Man） | 習性與半魚人一樣，不過魚人不是水陸兩棲。 |

塔羅斯（タロス／Talos）
登場作品：惡魔城白夜協奏曲
追擊吉斯特時掉落懸崖而負傷的巨大鎧甲怪物，名字來自希臘神話中的機械巨人。
混沌之力（カオス／Chaos）
登場作品：惡魔城曉月圓舞曲、惡魔城 闇影主宰2
世界上所有邪惡的匯集處，德古拉無窮的魔力來源。
| 關連怪物                    | 解說 |
| --------------------------- | --- |
| 德古拉心魔（Inner Dracula） | 以曉月圓舞曲中的混沌之力為藍本，成為加百列‧貝爾蒙多成為德古拉後瘋狂意識的來源，為闇影主宰版本的混沌之力。 |

骷髏妖怪（がしゃどくろ/Creaking Skull）
登場作品：惡魔城曉月圓舞曲
拖著巨大身軀的骷髏，參考自日本神話中凝聚因戰爭而死卻無人收屍者的怨念所形成的妖怪。
| 亞種                                                                     | 解說 |
| ------------------------------------------------------------------------ | --- |
| 巨大骸骨（だいがいこつ、ビッグがいこつ、ビッグスケルトン／Big Skeleton） | 不同於以闇之魔法將死人的骨骸收服其門下，大骷髏是以闇魔法製成的，以巨大體積來施力而轉千萬，造成大範圍的強悍物理破壞；分成失去下半身的巨人骷髏（曉月圓舞曲）、連繫牢獄的大骷髏（被奪走的刻印），於被奪走的刻印中擔任Boss。 |

收藏家（コレクター／The Collector）
登場作品：惡魔城曉月圓舞曲
喜好收集獵物首级的惡魔。
不死寄生體（アンデッドパラサイト／Undead Paraside）
登場作品：惡魔城無罪的嘆息
巨大的寄生生物。
| 關連怪物                    | 解說                                                             |
| --------------------------- | ---------------------------------------------------------------- |
| 無魂者(ソウルレス/Soulless) | 寄居於不死寄生體體內，不死寄生體本體所召喚的無魂者不會自己消滅。 |

自然元素战士
登場作品：惡魔城無罪的嘆息
| 關連怪物                                          | 解說                                   |
| ------------------------------------------------- | -------------------------------------- |
| 炎元素（フレイムエレメンタル／Flame Elemental）   | 三元素之一，手持火焰長刀的妖魔。       |
| 冰元素（フロストエレメンタル／Frost Elemental）   | 三元素之一，手持著冰製長劍的女性妖魔。 |
| 雷元素（サンダーエレメンタル／Thunder Elemental） | 三元素之一，手持著雷電長槍的妖魔。     |

被遺忘者（忘れ去られし者／Forgotten One）（無罪的嘆息）
登場作品：惡魔城無罪的嘆息
棄置在永久拷問牢獄中，被世上的一切都將之遺忘。無罪的嘆息中为隐藏BOSS。
被遺忘者（忘れ去られし者／Forgotten One）（闇影主宰）
登場作品：惡魔城闇影主宰
被燈光教團三人創始者（後為闇影主宰）封印在維度監獄，在三位闇影主宰全滅後準備衝破封印重回人間。闇影主宰第一部的DLC作为BOSS。（於日版被刪走）
拉哈布（ラハブ／Rahab）
登場作品：惡魔城蒼月十字架
水的支配者，以海中妖龍的姿態現身，名字來自約伯記和以賽亞書中的海怪。注意不要和大衛王的先祖喇合搞混。
偏執狂（パラノイア／Paranoia）
登場作品：惡魔城蒼月十字架
將鏡子當作巢穴的惡魔，利用鏡子來反射光線束。
梅勒斯（メナス/Menace）
登場作品：惡魔城蒼月十字架
德米特利與他拷貝的惡魔之魂的融合體，名字是“威胁”的意思。
潜水骸骨（ダイビングの骨/Skeleton Diver）
登場作品：惡魔城闇之咒印
骑着怪鱼並潜在水裡，以飞叉攻击敌人。
阿斯塔蒂（アシュタルテ／Astarte）
登場作品：惡魔城迷宮迴廊
有著令人無法抵擋的美貌，所有的男人全部都會拜倒在她的石榴裙下。名字來自古代腓尼基人等所崇拜的豐饒和愛的女神，外表則可能參考埃及艷后。
大袞（ダゴン／Dagon）
登場作品：惡魔城迷宮迴廊
居住泥沼的怪物，名字來自後被聖經描寫成惡魔的非利士人、阿摩利人及閃米特人所崇拜的農業神。
凱雷梅多（ケレメット／Keremet）
登場作品：惡魔城迷宮迴廊
居住於狹窄地方的惡魔，名字來自西伯利亞神話中的邪惡天使。
阿斯洛伐塔（アースロヴェルタ／Arthroverta）
登場作品：惡魔城被奪走的刻印
為了守護惡魔城據點所製造的大型變異體生物，其形象可能参照了《魂斗罗》系列的boss角色“阴兽キムゴオ”。
布拉裘拉（ブラキュウラ／Brachyura）
登場作品：惡魔城被奪走的刻印
居住於燈塔的巨大螃蟹，名字來自螃蟹學名中的下目。
古拉貝多卡斯（グラベドルカス／Gravedo）
登場作品：惡魔城被奪走的刻印
無論多細小的振動也會察覺，從地底向上襲擊獵物的怪物。
布拉克摩亞（ブラックモア／Blackmore）
登場作品：惡魔城被奪走的刻印
吞食影子使其成為自己力量的惡魔。
露莎璐嘉（ルサールカ/Rusalka）
登場作品：惡魔城被奪走的刻印
操縱水，引來海嘯的水魔，名字來自斯拉夫神話的水之女神。
艾利戈魯（エリゴル／Eligor）
登場作品：惡魔城被奪走的刻印
半人半馬的怪物，名字來自72柱惡魔之一。
壁男（ウォールマン／Wall Man）
登場作品：惡魔城被奪走的刻印
會鑽進牆壁中的怪人，在同樣是科樂美的遊戲─寂靜嶺4中也有同名的怪物登場，遊戲中的表現則惡搞了一款著名電子遊戲炸彈超人（Bomber Man）。
歌利亞（ゴリアテ／Goliath）
登場作品：惡魔城被奪走的刻印
不同於使用魔法或科學技術所做成的類巨人，歌利亞是活生生的類人生物，種族屬於一個傳說中驍勇善戰的戰鬥民族「巨人」，擁有常人無法比鄰的身高及巨大的肌肉肉體，強調了力量的一面，遊戲中的表現惡搞了著名漫畫北斗神拳的著名角色拉歐。
人獸（マンビースト/Man-Beast）
登場作品：德古拉傳說重生
人與野獸的混合體，渾身上下全是蠻力。
魔像·黑騎士（黒騎士·ゴーレム/Black Knight Golem）
登場作品：惡魔城闇影主宰
克勞蒂亞之父所製作的鎧甲魔像，为了保护克勞蒂亞而战斗。
冰泰坦（アイス・タイタン/Ice Titan）
登場作品：惡魔城闇影主宰、惡魔城闇影主宰2
| 關連怪物                                      | 解說                                                                        |
| --------------------------------------------- | --------------------------------------------------------------------------- |
| 石泰坦（ストーン・タイタン/Stone Idol Titan） |                                                                             |
| 巫妖龍泰坦（ドラコリッチ/Dracolich Titan）    | 由死靈術師首領召喚的龍形泰坦                                                |
| 攻城泰坦（Siege Titan）                       | 燈光教團持有的人工泰坦，於圍剿加百列‧貝爾蒙多行動中作為攻城兵器破壞惡魔城。 |

## 一般怪物

### 不死生物系
白骷髏、骷髏（ホワイトスケルトン、スケルトン/White Skeleton、Skeleton）
被黑魔術所操縱的白骨化屍體；人死不能復生，肉體也與其他生物一樣死後會腐敗，只剩下白骨（骨骼）慢慢消逝，畢竟是人死後的產物，有感情情感的人自然會對骨骸有厭惡、懼怕、哭泣（主要是死者生前是家屬的親人、朋友）之負面情緒，人類又是世界上覆蓋地表最多的生物，骸骨的產量自然也多（只計算自然肉體衰落而死、意外、病痛纏身，另計大規模急死性傳染病、戰爭、單方面屠殺的話數量更趨近無限），德古拉自然而然將這個普通的黑暗象徵化為己用，以闇之力量強制招收，人類的骨骸就變成黑暗軍團的主力士兵及侵略兵種，雖然有骨頭結構單方面的拆散弱點，但是可以配以金屬、布皮之盔甲補足；攻擊除了拆自己身上的肋骨骨頭砸人外（以伯爵主人的源源不絕黑暗魔力將肋骨再生），也可學習人間手持各種武器與英雄俠客、士兵好漢戰鬥；詳細生物知識請見骨骼、人體骨骼列表、骷髏。
| 關連怪物                                                                      | 解說                                                                             |
| ----------------------------------------------------------------------------- | -------------------------------------------------------------------------------- |
| 死門、持鞭骷髅、西蒙的模仿者(The Gates of Death、Whip Skeleton、Simon Wraith) | 仿效吸血鬼獵人，持有鞭子的骷髏。                                                 |
| 高機動骷髏(こうきどうスケルトン/Arthro Skeleton)                              | 下半身合成上其它魔物的骨骼後，大幅增加了移動速度與攻擊力。                       |
| 骷髏射手(スケルトンアーチャー/Skeleton Archer)                                | 持有弓箭的骷髏，學習人類的弓箭手技巧而來。                                       |
| 骷髏騎士(スカルナイト、スケルトンナイト/Skull knight、Skeleton Knight)        | 威舞短劍的骷髏劍士，學習人類的近戰技巧而來。                                     |
| 骷髏小子(スケルトンボーイ/Skeleton Boy)                                       | 運送美味的咖哩，穿著男管家西裝服飾的骷髏。                                       |
| 電氣骷髏(スケルトンエレキ/Skeleton Elec)                                      | 會朝地上射出電流。                                                               |
| 足球小子(サッカーボーイ/Soccer Boy)                                           | 永遠追著自己掉下的頭蓋骨的骷髏。                                                 |
| 炸彈骷髏(スケルトンボマー/Skeleton Boomer)                                    | 扔擲炸彈的骷髏。                                                                 |
| 迴旋鏢骷髏(ブーメランスケルトン/Boomerang Skeleton)                           | 能自由地操縱迴旋鏢的骷髏。                                                       |
| 蠻族骷髏(バーバリアンスケルトン/Babarian Skeleton)                            | 用巨大棍棒襲擊的野蠻人骷髏，身上的盔甲穿著意外地簡單，表現了重進攻的一面。       |
| 連枷骷髏(スケルトン・フレイル/Skeleton Flail)                                 | 揮舞連枷進行攻擊的骷髏。                                                         |
| 聖壇骷髏(スケルトンビーマー/Nova Skeleton)                                    | 經歷穿孔儀式而能發射雷射的骷髏。                                                 |
| 無首者(デュラハンスケルトン/Dullahan)                                         | 被細劍砍掉頭的骷髏。                                                             |
| 骷髏英雄(スケルトンノビース/Skeleton Hero)                                    | 发挥二刀流进攻的骷髏。                                                           |
| 骷髏農民(スケルトンファーマー/Skeleton Farmer)                                | 撒布種子，會種植蔓朵拉和妖草的骷髏。                                             |
| 骷髏槍手(スケルトンガンマン/Skeleton Gunman)                                  | 使用火繩槍的骷髏神射手。                                                         |
| 骷髏跳躍者(スケルトンジャンパー/Skeleton Frisky)                              | 會跳躍撲向敵人的骷髏。                                                           |
| 骷髏踢者(スケルトンキッカー/Kicker Skeleton)                                  | 擅長飛踢攻擊的骷髏。                                                             |
| 液體骷髏(スケルトンリキッド/Skeleton Liquid)                                  | 如同液體般流動的骷髏。                                                           |
| 鏡中骷髏(スケルトンミラー/Mirror Skeleton)                                    | 從鏡子裡襲擊而出的骷髏。                                                         |
| 骷髏酒保(スカル・バーテンダー/Skull Bartender)                                | 在恶魔城中任职酒保的骷髅，擲出的飲料會使玩家中毒、石化、受詛咒或是完全回復HP。   |
| 懸掛骨骼(ハングドボーン/Hanged Bones)                                         | 如同鞦韆般搖晃的骸骨。                                                           |
| 骸骨樹(がいこつじゅ/Skeleton Tree)                                            | 如樹木般生長的骸骨。                                                             |
| 騙子(チータ/Cheater)                                                          | 常攀住繩索在玩家背後偷襲的骸骨。                                                 |
| 骷髏守衛(スケルトン・ガーディアン/Skeleton Guardian)                          | 裝備槍與盾，守住要害的骸骨。                                                     |
| 亞種                                                                          | 解說                                                                             |
| 紅骷髏(レッドスケルトン/Red Skeleton)                                         | 吸收大量鮮血而不死的骷髏，據說只有少數的光之咒語、聖器或部份武器可以淨化此怪物。 |
| 紅死門(レッド死門/Red Whip Skeleton)                                          | 與紅骷髏一樣擁有不死的能力。                                                     |
| 玻璃骷髏(グラススケルトン/Glass Skeleton)                                     | 頭部是個裝有一粒大眼珠的玻璃球。                                                 |
| 透明骷髏(すけるトン/Transparent Skeleton)                                     | 當身體呈透明的狀態下，能夠迴避玩家任何攻擊。                                     |
| 黃金骷髏(ゴールドスケルトン/Gold Skeleton)                                    | 由未知金屬打造，十分堅硬。                                                       |
| 刀劍大師(ブレイズマスター/Blade Master)                                       | 二刀流骷髏高手，會用手上的刀防禦玩家攻擊，並以高速襲擊。                         |

猿骷髏（スケルトンエイプ/Skeleton Ape）
使用魔術操控的猿類白骨，以拋擲裝有炸藥的木桶攻擊。
霸王龍骸骨（スケルトンレックス/Skeleton Rex）
邪惡意識所驅動的肉食性恐龍化石。
魚頭（フィッシュヘッド/Fish Head）
兇猛的古代肉食魚化石，會噴出火焰襲擊玩家。
| 關連怪物                                                     | 解說                                                                         |
| ------------------------------------------------------------ | ---------------------------------------------------------------------------- |
| 骨柱、骨塔(ほねばしら、ボーンタワー/Bone Tower、Bone Pillar) | 以白骨化的恐龍化石製成，以噴出短距離火焰柱及長距離火球攻擊，月輪中是紅色的。 |
| 串刺骨柱(くしざしほねばしら/Jump Bone pillar)                | 串刺在槍上的骨柱，會邊跳動邊噴火。                                           |
| 高机动骨柱、骨柱方舟(こうきどうほねばしら/Bone Ark)          | 由兩個骷髏搬運，會放出極大的魔法彈。                                         |
| 亞種                                                         | 解說                                                                         |
| 骨首(ボーンヘッド/Bone Head)                                 | 月輪中和一般骨柱沒什麼兩樣，只是通體白色，噴出的火焰則是藍色的。             |

飛行骷髏、有翼骷髏（フライングスケルトン、ウイングスケルトン/Flying Skeleton、Wing Skeleton）
給予了骨頭製成的翅膀而能夠飛行的骷髏，也有可能是長有肌肉跟肉翅的惡魔（Demon）死亡後留下的骸骨，由於惡魔一族數量也豐，自然而然與人類的戰爭中跟人類死傷的數量成正比，雖然有1:11粗估的基本生命交換比率，可誇耀其恐怖的戰鬥能力，但是人類以生命數量對比下，惡魔的數量也有點嫌少，所以其骸骨繼續利用，以大量飛行跟簡單的長槍、盾牌做最後搏鬥，雖然有飛行的優勢，但是仍然有骨頭外漏而被鈍器（如槌子）敲散的弱點
飛行骷髏頭（フライングスカル/Flying Skull）
飛在空中的骷髏頭。
唾沫骨颅（アルティバティラエ/Spittle Bone）
在牆壁上移動的四足骷髏。
| 關連怪物                             | 解說                                     |
| ------------------------------------ | ---------------------------------------- |
| 恶性甲蟲(バイスビートル/Vice Beetle) | 利用強力的下顎在天花板上移動的未知昆蟲。 |

骷髏養育者（スケルトン・ブリーダー/Skeleton Breeder）
帶著骷髏獸一起行動的追跡士兵。
| 關連怪物                                    | 解說                           |
| ------------------------------------------- | ------------------------------ |
| 骷髏獸(スケルトン・ビースト/Skeleton Beast) | 由多種野獸的骨頭合成的合成獸。 |

死亡騎兵（デッドトルーパー/Dead Driver）
即使死了，卻依然追求著戰鬥的騎兵。
角鬥士（グラディエーター/Gladiator）
即使死了，卻依然追求著戰鬥的馬戰車。
死亡十字軍（デッドクルセーダー/Dead Crusader）
持有堅固之盾的死尸戰士。
骸骨、亡靈（シャレコウベ、ぼうれい/Skull、Ghost）
惡魔的頭蓋骨（詛咒的封印）、永遠徬徨於城中的靈魂（迷宮迴廊），死於戰場上的馬之怨靈（被奪走的刻印）。
| 關連怪物                                                      | 解說                                                                       |
| ------------------------------------------------------------- | -------------------------------------------------------------------------- |
| 巨大亡靈(ビッグぼうれい、だいぼうれい/Big Ghost、Great Ghost) | 巨大化的亡靈。                                                             |
| 巡视的幽靈(スペクター/Spector)                                | 抱持著憎恨，永遠徬徨的靈魂。白夜協奏曲中以劍攻擊玩家，外表類似阿拉斯托耳。 |
| 回转頭骨(スピンヘッド/Stone Skull)                            | 因魔力而不可能破壞的巨大頭骨。                                             |

聖艾爾摩（セントエルモ/Saint Elmo）
附身於船上，製造船難的惡靈。名字來自歐洲傳說的船隻守護聖人─聖艾爾摩，或指以其名所命名的放電現象─聖艾爾摩之火。
稀有鬼魂（レアゴースト/Rare Ghost）
外表穿著類似聖誕老人的幽靈。
泥人（マッドマン/Mudman）
溺死於沼澤者化成的惡靈（曉月圓舞曲），寄宿靈魂的泥偶（迷宮迴廊）。
寒冷陰影（フローズンシェイド/Frozen Shade）
操縱冷氣的幽靈。
| 亞種                                | 解說               |
| ----------------------------------- | ------------------ |
| 灼熱陰影(ヒートシェイド/Heat Shade) | 操縱火焰彈的幽靈。 |

寒冷變性人（フローズンハーフ/Frozen Half）
加拉莫斯的部下，變性人的幽靈。
拉魯巴（ラルヴァ/Larva）
人頭蚯蚓身的亡靈，弱點是豆子；名字來自羅馬神話中，做了惡行卻又沒有好好埋葬的罪人死後所化成的惡靈。
虛（キュウ/Schmoo）
沒有名字的幽靈，虛是对它的暱稱。
雷伊斯（レイス/Wraith）
令人害怕的死靈，名字來自西歐所傳承的幽靈。
喪屍（ゾンビ/Zombie）
利用黑魔術給予虛偽生命的屍體；已死亡的人類其肉體未完全消逝的產物，同樣被德古拉施加黑暗力量，破墓而出來騷擾人間，並且腐敗中的屍肉容易傳染瘟疫跟傳染病，而食屍鬼比單純遊晃、軟趴趴的喪屍更高竿在它們擁有意志（自己產生或被亡魂占據），對活人生物的新鮮肉體跟屍體腐肉有強烈食慾，為了吃肉甚麼手段、噁爛的進食手段都做得出來，也因為對食物來者不拒，身上的毒素比喪屍更毒，對英文詞語疑惑者請見喪屍。
| 關連怪物                                  | 解說                                             |
| ----------------------------------------- | ------------------------------------------------ |
| 喪屍军队(ゾンビアーミー/Zombie Army)      | 於1999年時，闖入惡魔城所死亡的陸軍。             |
| 喪屍士兵(ゾンビソルジャー/Zombie Soldier) | 於1999年時，闖入惡魔城所死亡的上級軍人。         |
| 血喪屍(ブラッディーゾンビ/Bloody Zombie)  | 於1492年時，東正教派遣所闖入惡魔城時死亡的軍人。 |
| 死亡海盜(デッドパイレーツ/Dead Pirate)    | 因自身過度的慾望，而受到詛咒變成喪屍的海盜。     |
| 喪屍手(ゾンビハンド/Zombie Hand)          | 喪屍的殘肢，會緊抓著被其觸碰到的物體。           |
| 亞種                                      | 解說                                             |
| 殭屍(キョンシー/Jiang Shi)                | 來自東方大陸的吸血鬼，貼上符咒後可以封住行動。   |
| 屍妖(ワイト/Wight)                        | 名字來自龍與地下城中的不死生物之一。             |
| 食屍鬼(グール/Ghoul)                      | 名字來自伊斯蘭教傳說中啃食屍體的惡鬼。           |
| 食屍鬼王(グールキング/Ghoul King)         | 食屍鬼們的王，移動速度極快。                     |

腐敗殘骸（モールドコープス/Moldy Corpse）
被受詛咒的蕈類所附身的屍體。
稻草人（スケアクロウ/Scarecrow）
被處以串刺刑的犯人，死後仍然不斷追著流出去的腦漿。参考绿野仙踪中的稻草人。
溶解喪屍（メルティーゾンビ/Melty Zombie）
其嘔吐物中會再生出一隻溶解喪屍。

### 動物系
大鷲、死亡鳥（大ワシ、アルタイル、デスバード/Eagle）
兇惡的鳥，有時候會運送跳蚤男或開膛手，實際生物及日文用字介紹請參考自現實的鷹。
烏鴉、黑烏鴉、死亡烏鴉（カラス、クロウ、ブラッククロウ、デスクロウ/Crow、Black Crow）
烏鴉由於身上的顏色，棲息聲，以及食剩菜跟腐屍的習性，不受人類歡迎，在德古拉號召下牠們樂意對人間施以擾亂，參考自現實的烏鴉。
| 亞種                           | 解說                                 |
| ------------------------------ | ------------------------------------ |
| 藍烏鴉(ブルークロウ/Blue Crow) | 外表與烏鴉沒什麼兩樣，只是通體藍色。 |
| 紅烏鴉(レッドクロウ/Red Crow)  | 被獵物噴出的血所染紅的烏鴉。         |

翼刃蝙蝠（ウィングエッジ/Razor Bat）
攜帶巨大刀刃切割敵人的蝙蝠。
鴞（ふくろう/Owl）
因邪氣而凶暴化，參考自現實的貓頭鷹。
渡渡鳥（ドードー、ドードーどり/Dodo）
膽小的怪鳥，名字來自現實的已滅絕的鳥類─渡渡鳥。
雞蛇（コカトリス/Cockatrice）
被牠凝視的生物會被石化的怪鳥，名字來自希臘神話中由雄雞所生的蛋交由蛇去孵化而出的怪物。
| 亞種                      | 解說                                                                         |
| ------------------------- | ---------------------------------------------------------------------------- |
| 翼蜥(パジリスク/Basilisk) | 有著石化生物魔眼的怪鳥，名字來自希臘神話中由雄雞去孵化蜥蜴的蛋所生出的怪物。 |

萊庫達（ライクーダ/Rycuda）
操縱雷電的怪鳥。
青蛙（フロッグ/Frog）
叫著不吉利的聲音，參考自現實的青蛙。
| 亞種              | 解說                                               |
| ----------------- | -------------------------------------------------- |
| 蟾蜍(トード/Toad) | 接受了惡魔的洗禮而巨大化的青蛙。參考自現實的蟾蜍。 |

旗魚（スピアフィッシュ/Spear Fish）
嘴部十分尖銳的魚，參考自現實的旗魚。
殺人魚（キラーフィッシュ/Killer Fish）
肉食性的大魚，肉質十分鮮美；由於惡魔城需要水，輔以德古拉伯爵的魔力，來使水從高處往低處流，以推動時計塔的齒輪來運動使大時鐘運作，所以惡魔城很早就立基於湖中，為了避免俠客走水路入侵，所以大湖都有養一批水中生物來防禦，殺人魚亦包含其中，利用食性逝人的好戰性來守衛城堡安全；名詞字面上容易聯想到食人魚，但是依體積、殺死後的掉落寶物、遊戲所描述的美味魚肉之魚，參考生物應該是鮪魚跟鯊魚。
海針魚（シー・スティンガー/Sea Stinger）
飛躍於海面上的肉食魚。
摩紐摩紐（モニョモニョ/Mollusca）
因城堡的魔力而巨大化的软体生物，外型可能參考了蛞蝓。
| 亞種                                    | 解說                                     |
| --------------------------------------- | ---------------------------------------- |
| 巨大蛞蝓(ジャイアントスラグ/Giant Slug) | 有殼的巨大軟體生物，外型可能參考了蝸牛。 |

阿比翁達格（アビョンダルゲ/Abiondarg）
遊走在牆壁上並發電的章魚。
瘋狂章魚（クレイジーオクトパス/Crazy Octopus）
因黑暗之力而凶暴化的章魚。
尼德魯斯（ニードルス/Needles）
魔界的海膽，硬殼底下的肉很鮮美，真正海膽的英文是Sea Urchin。
庫羅諾梅基（クロノメイジ/Chronomage）
帶著大懷錶的兔子，可能是參考愛麗絲夢遊仙境中的兔子。
黑豹（黒ヒョウ、ブラックパンサー/Black Panther）
平常是靜止不動的，獵物接近時會飛快的奔來，生物之事詳見豹。惡魔城被奪走的刻印中為外貌頗類似貓淑女的女性獸人。
灰熊（グリズリー/Grizzly Bear）
因魔力的影響而凶暴化的熊，參考自現實的灰熊。
| 亞種                    | 解說                     |
| ----------------------- | ------------------------ |
| 熊人(ワーベア/Werebear) | 外表幾乎完全獸化的獸人。 |

卡托布萊帕斯（カトブレパス/Catoblepas）
會吐出石化氣體的怪牛，名字來自大不列顛傳說生存於西伊索比亞的怪物。
| 亞種                  | 解說                                                       |
| --------------------- | ---------------------------------------------------------- |
| 戈剛(ゴルゴン/Gorgon) | 會吐出毒氣或石化氣體的怪牛，名字來自希臘神話中的蛇髮女妖。 |

芬里爾（フェンリル/Fenrir、Fire Warg）
噴出熾熱火焰的狼，名字來自北歐神話中洛基之子。
| 關連怪物                                   | 解說                   |
| ------------------------------------------ | ---------------------- |
| 座狼騎兵（フェンリルライダー／Warg Rider） | 騎乘狼的骷髏。         |
| 亞種                                       | 解說                   |
| 狼(狼、アンフアゥグリア/Wolf、Warg)        | 啃食屍體而凶暴化的狼。 |

裝甲獸（アーマードビースト/Armored Beast）
武裝猛獸，手腳加裝了鋼製爪子。
卓柏卡布拉（チュパカブラ/Chupacabra）
長相像類人化的蜥蜴，用長舌頭襲擊生物的不明生物，參考都市傳說中的UMA之一。
於惡魔城闇影主宰中，是有著關西腔並會盜取加百列所持有的古代遺物的小型魔物，擁有瞬間移動的能力
配音：小島秀夫（惡魔城闇影主宰）
土龍（ツチノコ/Tsuchinoko）
傳說中的怪蛇，遊戲中於2035年證明確實存在。參考都市傳說中的UMA之一。
天竿魚（スカイフィッシュ/Sky Fish）
肉眼不可見的高速移動生物，參考都市傳說中的UMA之一。
葛魯索（ゲルソ/Gelso）
生長於水中的新種生命體。
阿布索霸（アブソーバ/Forneus）
外表類似水母，被牠抓住會不斷失去心，參考自超人力霸王雷歐第42話中出現的怪獸。
食屍鬼老鼠（グールマウス/Rat）
啃食屍體而凶暴化的老鼠。
洞穴卷貝（ケイヴスネイル/Beetle）
在明亮的地方會縮成丸狀，在暗處才會活動。
妖怪水蛭（おばけヒル/Ghastly Leech）
從木頭上落下，持續吸取玩家的血。
二頭（二つ首/Two-Headed Creature、Two-Headed Beast）
有著兩顆頭的猛獸，口中會吐出熾熱的火焰。
水邊跳躍者（ウォーターリーパー/Water Leaper）
味道像雞肉般美味的怪魚，名字來自威爾斯傳說的妖精。

### 昆蟲系
殺人蜂（キラービー/Killer Bee）
有著巨大螫針的大型蜂。
| 關連怪物                  | 解說                                 |
| ------------------------- | ------------------------------------ |
| 蜂巢(ビーハイブ/Bee Hive) | 殺人蜂的巢，其美味在惡魔中評價很高。 |

蜻蜓（ドラゴンフライ/Dragonfly）
把熾熱的體液向外噴出的怪蟲，外表類似蜻蜓。
砂蟲（サンドトワーム/Sand Worm）
從砂中向上襲擊獵物的大蟲，大生物分類請參見無脊椎動物、英文維基百科的Worm。
| 關連怪物                            | 解說                                   |
| ----------------------------------- | -------------------------------------- |
| 巨蟲(ジャイアントワーム/Giant Worm) | 因城堡魔力而巨大化的蟲。               |
| 亞種                                | 解說                                   |
| 毒蟲(ポイズンワーム/Poison Worm)    | 有毒的大蟲，曉月圓舞曲中外貌類似巨蟲。 |

食心者（ハートイーター/Heart Eater）
吞噬大量心的怪蟲。
王蛾（キングモス/King Moth）
會灑下有毒鱗粉的巨大蛾類。
死亡螳螂（デスマンティス/Death Mantis）
巨大化的螳螂。
颅骨蜘蛛（スケルトンスパイダー、スカルスパイダー/Skull Spider）
宛如人類頭蓋骨的怪物蜘蛛，白夜協奏曲中外表類似高機動骷髏。
喬喬（ちょんちょん/Bitterfly）
因為魔力而不可被看見的怪蟲，名字來自智利傳說的死亡使者，外型則可能參考蝴蝶。
巨大蜘蛛（ジャイアンスパイダー/Giant Spider）
自天花板上襲擊，口中噴出的蜘蛛絲會封印玩家的行動。
芋蟲（ウォーム/The She Worm）
大型的芋蟲，受到攻擊會捲成球狀滾動。

### 植物系
妖草（ウネ/Une）
吸食人類鮮血成長的植物。
| 關連怪物                                          | 解說                                             |
| ------------------------------------------------- | ------------------------------------------------ |
| 人面草(じんめんそう/Corpseweed)                   | 妖草成長後的模樣之一，有著人臉的噁心妖草。       |
| 成熟妖草(アルラ・ウネ/Alura Une)                  | 妖草成長後的模樣之一，以大量鮮血所培育。         |
| 藍色成熟妖草(ブルー・アルラ・ウネ/Blue Alura Une) | 吸收了異世界生物的血，身體變化為藍色的成熟妖草。 |
| 妖草男(ウネ男/Chosen Une)                         | 被妖草寄生後死亡的屍體。                         |

曼德拉（マンドラゴラ/Mandragora）
拔出時的尖叫聲會使生物死亡的怪草，真實植物請見風茄。
食人花（人喰い花、しょくじんはな/Maneating Plant）
凶暴且巨大化而襲擊人類的食蟲植物，會噴出令玩家石化的種子。
| 關連怪物                         | 解說             |
| -------------------------------- | ---------------- |
| 捕人草(ヒトトリソウ/Hitotorisou) | 巨大化的捕蠅草。 |

氣球草（バルーン/Balloon）
散佈有害的胞子的植物。
| 關連怪物                               | 解說                           |
| -------------------------------------- | ------------------------------ |
| 巨大氣球草(ビッグバルーン/Big Balloon) | 打破後，體內會出現三個氣球草。 |

樹精（トレント/Treant）
因邪惡的意志而有了行動能力的樹木。
普納古其（プナグチー/Punaguchi）
魔界的蘑菇，噴出的胞子會使鞭子的威力下降。
| 關連怪物                   | 解說                                                     |
| -------------------------- | -------------------------------------------------------- |
| 蕈人(マイコインド/Myconid) | 會噴出有害的胞子的蘑菇，名字來自龍與地下城中虛構的生物。 |

人面樹（じんめんじゅ/Jinnunja）
結著人面果的怪樹，總是露出噁心的微笑。

### 怪人系
佝僂男、跳蚤男（せむし男、のみ男/Flea Man）
像跳蚤一樣跳躍的怪人，惡魔城中稱佝僂男，之後因為用語關係（佝僂病）而改為跳蚤男。在恶魔城第一作的跳蚤男是疯狂科学家的助手Igor，与科学怪人搭档；這些身高只有普通男子膝蓋高度的亞人，也受不了人類的歧視而向黑暗勢力表示忠誠，而成為開膛手的跳蚤男則是受過近身格鬥、暗殺等訓練的迷你小殺手，名詞可以查詢侏儒，著名都市傳說請斟酌參閱開膛手傑克。
| 關連怪物                                     | 解說                                                     |
| -------------------------------------------- | -------------------------------------------------------- |
| 鎧甲跳蚤男(アーマードのみ男/Armor Flea Man)  | 穿上鎧甲的跳蚤男。                                       |
| 哇可哇可樹、怪异樹(ワクワクの木/Wakwak Tree) | 會生產跳蚤男的醜陋樹木，名字來自東海傳說中的島上的植物。 |
| 亞種                                         | 解說                                                     |
| 開膛手、殺人鬼(リッパー/Ripper)              | 喜歡用小刀來殺害獵物的怪人。                             |

鎧甲系列（Armor Series）
對黑暗勢力效忠的惡靈所操控的人類鎧甲，以各式各樣的武器攻擊；盔甲是人類產的戰鬥用器具，反之利用來羞辱人類也沒啥羞恥的考慮，並且人類為了打敗對手，往往創作力、靈感、智慧會急速增長進化，於是盔甲朝向輕巧、防禦力強化，於是出自惡意的產物愉快地回逝了創作它們的人類，強硬的金屬礦物張性、不用考慮穿著者的肉體負擔、體積的無限制壯大讓盔甲成了讓人類軍隊、英雄俠客甚至貝爾蒙多家族的頭痛對象，心持正義的俠客們唯一能做的就是不斷用手上的冷兵器打擊對手，直到操縱這些金屬板的黑暗生命體（類似靈魂的存在）再也沒有力氣去支撐這些硬梆梆的金屬板...。
| 關連怪物                                                                         | 解說                                                                           |
| -------------------------------------------------------------------------------- | ------------------------------------------------------------------------------ |
| 斧頭鎧甲(アックスアーマー/Axe Armor)                                             | 使用短柄斧頭的鎧甲兵，以近身劈砍或投擲斧頭來攻擊敵人，大部分的鎧甲會配備盾牌。 |
| 槍騎士、鎧甲騎士、槍鎧甲(槍の騎士、アーマーナイト/Spearman)                      | 以手上的長矛、長槍攻擊，某些版本甚至可以拋出槍。                               |
| 炸彈鎧甲(ボンバーアーマー/Bomber Armor)                                          | 攻擊手段是拋擲具有高殺傷力的炸彈。                                             |
| 投石鎧甲(ロックアーマー/Rock Armor)                                              | 攻擊手段是拋擲巨大的石塊。                                                     |
| 貓頭鷹鎧甲(オウルアーマー/Owl Armor)                                             | 和愛鳥貓頭鷹一起行動的鎧甲，使用長劍。                                         |
| 弩鎧甲(ボウガンアーマー/Crossbow Armor)                                          | 發射前端裝有爆炸物的弓箭進行攻擊。                                             |
| 破壞者鎧甲(バスターアーマー/Buster Armor)                                        | 發射追蹤彈進行攻擊，擅長遠距離攻擊。                                           |
| 圓盤鎧甲(ディスクアーマー/Disk Armor)                                            | 攻擊手段是拋擲手上的圓盤來切割敵人。                                           |
| 最終守衛、最終騎士(ファイナルガード、ファイナルナイト/Final Guard、Final Knight) | 被揀選來守衛城堡要點的巨大鎧甲。                                               |
| 勝利鎧甲(ヴィクトリーアーマー/Victory Armor)                                     | 會將手上的劍如迴旋鏢般扔出。                                                   |
| 長矛大師(パイクマスター/Pike Master)                                             | 手持巨大长矛的铠甲。拥有其惊人的攻击威力。                                     |
| 大彎刀大師(グルカマスター/Gurkha Master)                                         | 會將手上的大彎刀如迴旋標般扔出。                                               |
| 紅色重擊者(レッドスマッシャー/Red Smasher)                                       | 死亡時會把手上兩把匕首的其中一把扔出。                                         |
| 魚鱗鎧甲(スケイルアーマー/Scale Armor)                                           | 全身是鳞片的铠甲，用投掷飞镖的方式攻击敌人。                                   |
| 影子騎士(シャドウナイト/Shadow Knight)                                           | 出賣靈魂給惡魔的倔強騎士。                                                     |
| 古代斧頭鎧甲(オールドアクスアーマー/Old Axe Armor)                               | 古代的鎧甲戰士，女性。                                                         |
| 炎鎧甲(フレイムアーマー/Flame Armor)                                             | 揮舞著火焰劍的鎧甲戰士。                                                       |
| 雷鎧甲(サンダーアーマー/Thunder Armor)                                           | 發射會追蹤玩家的雷球。                                                         |
| 冰鎧甲(アイスアーマー/Ice Armor)                                                 | 先後射出兩根會凍結玩家的尖銳冰柱。                                             |
| 森林鎧甲(フォレストアーマー/Forest Armor)                                        | 手腕同化成巨大的藤鞭。                                                         |
| 劇毒鎧甲(ポイズンアーマー/Poison Armor)                                          | 朝前方噴出毒霧進行攻擊，配備劇毒之劍。                                         |
| 神聖鎧甲(ホーリーアーマー/Holy Armor)                                            | 射出高速移動的光束進行攻擊，配備光明之劍。                                     |
| 闇鎧甲(ダークアーマー/Dark Armor)                                                | 使用黑暗能源做遠距離攻擊的鎧甲戰士，配備闇之劍。                               |
| 惡魔鎧甲(デビルアーマー/Devil Armor)                                             | 使用壓縮黑暗能源的鎧甲戰士，威力更強，也配備闇之劍。                           |
| 白鎧甲(ホワイトアーマー/White Armor)                                             | 與神聖鎧甲一樣射出光束，但威力更強，也配備光明之劍。                           |
| 重裝鎧甲、碟片领主(ヘヴィアーマー、ヘビーアーマー/Heavy Armor、Plate Lord)       | 能迴轉笨重的鐵球，擁有怪力的鎧甲戰士。                                         |
| 鐵鎚搖動者(ハンマーシェイカー/Hammer Shaker)                                     | 輕易揮動巨型鐵槌的鎧甲戰士。                                                   |
| 邪恶骑士(メタルゴースト/Evil Knight)                                             | 負責在城裡巡邏的警備兵。                                                       |
| 邪惡鎧甲(エビルアーマー/Evil Armor)                                              | 原本是純裝飾的鎧甲，有了邪惡意志而能夠行動。                                   |
| 銅制鎧甲(カッパーアーマー/Copper Armor)                                          | 高價的古董品。                                                                 |
| 傾斜保衛(スラントガーダー/Hill Guard)                                            | 擅長在難以立足之處戰鬥的鎧甲兵。                                               |
| 亞種                                                                             | 解說                                                                           |
| 紅斧頭鎧甲(レッドアックスアーマー/Red Axe Armor)                                 | 吸收大量鮮血而不死的斧頭鎧甲，與紅骷髏一樣受到特定攻擊會消失。                 |
| 圓盤鎧甲II(ディスクアーマーII/Disc Armor II)                                     | 除了拋擲手上的圓盤，還會發射數個小圓盤。                                       |
| 双倍搖動者(Dハンマーシェイカー/Double Hammer)                                    | 操縱兩把巨型鐵槌，甚至能如高蹺般踩在上面移動。                                 |
| G斧頭鎧甲(Gアックスアーマー/G Axe Armor)                                         | 手持特大號斧頭的斧頭鎧甲。                                                     |
| 武器大師(ウェポンマスター/Weapon Master)                                         | 精通各種武器，手腳並用的鎧甲戰士。                                             |
| 斧頭鎧甲II(アックスアーマーII/Axe Armor II)                                      | 會有一段無敵時間後，迅速的朝玩家襲擊過來。                                     |
| 雙重斧頭鎧甲(ダブルアックスアーマー/Double Axe Armor)                            | 能自由地操縱斧頭的上級斧頭鎧甲，手持雙斧。                                     |

鐵鎚・鐵鎚（ハンマー・ハンマー/Hammer Hammer）
持巨大的鐵鎚攻擊玩家，同時從天花板上掉落大量跳蚤男。
魔女、莎樂美（まじょ、サウジーネ、ウィッチ/Salome、Witch）
能夠操縱著數種魔法的女子，白夜協奏曲中擅長冰魔法。月下夜想曲中名字來自小亞美尼亞王國之后，綽號是小魔（まーちゃん）。
| 關連怪物                               | 解說 |
| -------------------------------------- | --- |
| 見習魔女(まじょみならい/Student Witch) | 目標成為魔女的女孩，飛行常常失敗，有著青澀的年輕一面。                                                             |
| 亞種                                   | 解說 |
| 皮克西(ピクシー/Pixie)                 | 白夜協奏曲中外表和魔女十分類似，只是穿著紅衣並施展火焰魔法。名字來自名字來自英格蘭西南部的康沃爾郡傳說中的小妖精。 |

渥尔娃女巫（アリオルムナス/Aliorumnas）
詠唱光魔法的魔女，名字來自被哥特王Filimer所放逐的魔女。
殺人小丑（キラークラウン/Killer Crown）
在惡魔間有著人氣的小丑，擅長紙牌戲法。
葛蓓莉婭（コッペリア/Coppelia）
娛樂惡魔的雜耍員，名字來自利奧‧德里布和亞瑟‧桑‧雷翁所做的芭蕾舞曲女主角。
殺人小姐（ミス・マーダー/Miss Murder）
切裂空間進行移動，神出鬼沒的殺人鬼。
何蒙庫魯茲（ホムンクルス/Homunculus）
由惡魔學者所研究的人工生命體，名字來自鍊金術中的人造人。
畢夫隆（ビフロン/Lossoth、Lightkeeper）
在死者的墳墓上點燃火炬的怪人，名字來自72柱惡魔之一。
透明人（インビジブル/Invisible Man）
藉由特殊藥物獲得了不可見的肉體，但代價是失去了作为人類的人性。
墓穴挖掘者（グレイブディガー/Grave Digger）
將人類扔進墓穴，被詛咒的怪人。
瘋狂劊子手（マッドブッチャー/Mad Butcher）
手持電鋸襲擊獵物的怪人。
| 亞種                                      | 解說                                 |
| ----------------------------------------- | ------------------------------------ |
| 殺人绑架者(マーダースナッチ/Mad Snatcher) | 寄生人類，殺死後操縱其屍體的寄生獸。 |

黑夜暗殺者（ナイトストーカー/Zeldo）
能把鐮刀像是迴力鏢般丟出又收回。
火焰人（火炎人間/Flame Man）
全身燃燒著火焰的怪人，能將身上的火焰丟出。
勾爪、佛莱迪（カギツメ/Freddie）
全身金屬化的怪人，指甲十分銳利，名字来自电影《榆树街的噩梦》的杀人鬼。
墓穴管理人（グレイブ・キーパー/Grave Keeper）
為了守護墓穴，持續磨練自己的怪人。
園丁（ガーデナー/Gardener）
惡魔城的瘋狂園丁，決不饒恕搗亂花園者。

### 亞人系
雪人（イエティ/Yeti）
住在雪山中的膽小未確認生物，參考自都市傳說中的UMA之一。
蜥蜴人（リザードマン/Lizard Man）
裝備盾牌的蜥蜴人士兵，白夜協奏曲中會滾向玩家。
| 關連怪物                                         | 解說                                         |
| ------------------------------------------------ | -------------------------------------------- |
| 蜥蜴人劍士(リザードマンプレード/Lizardman Blade) | 揮舞著巨劍的蜥蜴人士兵。                     |
| 亞種                                             | 解說                                         |
| 毒蜥蜴人(ポイズンリザード/Poison Lizard)         | 手上的劍浸有劇毒，本身也會噴出毒液進行攻擊。 |
| 蜥蜴人大師(マスターリザード/Master Lizard)       | 會利用手上的盾防禦玩家的攻擊。               |
| 蜥蜴(リザード/Knife Lizard)                      | 能夠跳至極高的高度，並扔出小刀攻擊。         |

狐狸獵人（ハンターフォックス/Fox Hunter）
以弓箭進行攻擊的狐狸獸人。
| 亞種                                        | 解說                                       |
| ------------------------------------------- | ------------------------------------------ |
| 狐狸弓箭手(フォックスアーチャー/Fox Archer) | 外表與狐狸獵人沒什麼兩樣，衣著以綠色為主。 |

蝙蝠女（ワーバット/Werebat）
半人半獸的蝙蝠女。
貓淑女（レディキャット/Ladycat）
半人半獸的貓女，以輕快的身手愚弄對手。
美洲豹人（ワージャガー/Werejaguar）
為了勝過虎人，練習直拳的獸人。
| 關連怪物                       | 解說                                 |
| ------------------------------ | ------------------------------------ |
| 虎人(ワータイガー/Weretiger)   | 為了勝過美洲豹人，練習上鉤拳的獸人。 |
| 豹人(ワーパンサー/Werepanther) | 比美洲豹人略遜的獸人。               |

肥胖屠殺者（ファットスローター/Fat Slaughter）
以徒手殺人的獸人，外表類似豬。
| 亞種                         | 解說                     |
| ---------------------------- | ------------------------ |
| 地獄野豬(ヘルボア/Hell Boar) | 地獄的野豬，是格鬥高手。 |

馬人（ワーホース/Werehorse）
月輪中外表類似彌諾陶洛斯的獸人。
鬣狗（ハイエナ/Hyena）
以火繩槍攻擊的獸人。
天蛾人（モスマン/Mothman）
散佈有毒的鱗粉的怪物，參考自都市傳說中的UMA之一。
鳥人（鳥人/Vulture）
原先為普通人類，在接受了魔力之後而產生了變化。
獅子（ライオン/Lion）
與少女一起同行，膽小的獸人。参考绿野仙踪中的Zeke。

### 魔物系
惡魔（デーモン/Demon、Gargoyle）
居住於地獄者，雖然長相與魔鬼相差無幾，氣勢上略遜一籌。
| 關連怪物                               | 解說                                                                       |
| -------------------------------------- | -------------------------------------------------------------------------- |
| 角惡魔(アークデーモン/Arc Demon)       | 使用純黑暗能源的高階惡魔，據說冠此榮耀者大多為長年征戰而不死者或修練高竿者 |
| 獸惡魔(ビーストデーモン/Beast Demon)   | 強化在肌肉控制與成長，專心於肉體格鬥的惡魔                                 |
| 泥惡魔(マッドデーモン/Mud Demon)       | 自泥中誕生的惡魔，在泥中的移動速度很快。                                   |
| 風惡魔(ウインドデーモン/Wind Demon)    | 學習使用利風的高階惡魔                                                     |
| 地惡魔(アースデーモン/Earth Demon)     | 操縱大地能量，造成地面波動的高階惡魔。                                     |
| 炎惡魔(フレイムデーモン/Flame Demon)   | 會噴出高熱火炎彈的高階惡魔。                                               |
| 海惡魔(シーデーモン/Sea Demon)         | 居住於海中的惡魔，善長冰魔法。                                             |
| 冰惡魔(アイスデーモン/Ice Demon)       | 以巨大冰雹襲擊玩家的高階惡魔。                                             |
| 雷惡魔(サンダーデーモン/Thunder Demon) | 操縱閃電的高階惡魔。                                                       |
| 惡魔首領(デーモンロード/Demon Lord)    | 統領許多惡魔的惡魔之王，據說其力量高竿到略遜於死神與其他的超高階幹部。     |

小惡魔（インプ/Imp）
還沒長出完全肌肉跟肉翅的幼年惡魔，配備了符合身軀的小長矛跟盾牌，喜歡惡作劇，有時會近身抓住人，玩家的行動會被干擾無法操控。
| 亞種                                                    | 解說                             |
| ------------------------------------------------------- | -------------------------------- |
| 迷你惡魔(ミニデビル、プチデビル/Tiny Devil、Mini Devil) | 與小惡魔一樣，還沒長大的幼年惡魔 |

惡魔車輪（デビルホイール/Devil Wheel）
附身在車輪上，注重速度的惡魔。
惡魔之首（デーモンヘッド/Demon Head）
臉上有著六片翅膀的太古惡魔。
莉莉絲（リリス/Lilith）
誘惑人心的美麗女惡魔，名字來自聖經裡的夜之女王。
| 亞種                 | 解說                                                   |
| -------------------- | ------------------------------------------------------ |
| 莉莉姆(リリム/Lilim) | 外表類似莉莉絲的女惡魔，名字來自聖經裡莉莉絲的女兒們。 |

噩夢（ナイトメア/Nightmare）
帶來不幸及惡夢的馬形惡魔，月輪中為外表類似莉莉絲的女惡魔。
諾彌農（ノミノン/Nominon）
吸食人類精神的惡魔，被它吸食的人類會全身失去力氣，名字來自魔法師亞伯拉梅林的神聖魔法書，是別西卜的屬下之一。
| 亞種                    | 解說                                           |
| ----------------------- | ---------------------------------------------- |
| 波基魯(ポーキル/Polkir) | 吸食人類記憶的惡魔，以向下放出熱線為攻擊手法。 |

葛萊夏拉波拉斯（グラシャラボラス/Glaysa Labolas）
有著巨大蝙蝠翅膀的魔犬，名字來自72柱惡魔之一。
戴加拉畢亞（デカラビア/Decarabia）
以五隻腳移動的海星狀惡魔，名字來自72柱惡魔之一。
佛魯聶烏斯（フォルネウス/Forneus）
外表類似水母，以海中生物型態出現的惡魔，名字來自72柱惡魔之一。
黑佛摩爾（ブラックフォモル/Black Fomor）
詠唱闇魔法的魔物，名字由來可能是愛爾蘭傳說的巨人─佛摩爾族。
| 亞種                                   | 解說                                                   |
| -------------------------------------- | ------------------------------------------------------ |
| 白佛摩爾(ホワイトフォモル/White Fomor) | 外表與黑摩爾沒什麼兩樣，只是通體白色且詠唱的是光魔法。 |

澤西惡魔（ジャージーデビル/Jersey Devil）
半蝙蝠半馬的惡魔，參考自都市傳說的惡魔。
布耶爾（ブエル/Buer）
五隻腳的獅子，名字來自72柱惡魔之一。
| 亞種               | 解說                                                   |
| ------------------ | ------------------------------------------------------ |
| 巴力(バアル/Ba'al) | 奸詐的惡魔，名字來自後被聖經描寫成惡魔的閃族古代神祇。 |

珀耳塞福涅（プロセルピナ/Proserpina）
侍奉德古拉的惡魔女傭，名字來自希臘神話中的冥后（Persephone）。
倪克斯（ニュクス/Nyx）
支配夜晚，會拿著裝有劇毒的針筒刺向玩家的惡魔護士，名字來自希臘神話中的夜之女神。
劳拉（ラウラ/Laura）
卡蜜拉的部下，格鬥高手。
德古麗娜（ドラキュリーナ/Draculina）
襲擊迷失於城中的人類的女性吸血鬼。
鏡魔（キョウマ/Mirror's Devil）
從鏡子中襲擊人類的惡魔。
艾比爾（エビル/Malachi）
其名相当於“恐怖”，令所有魔物都感到害怕的太古邪神。原型是邪神传说的克苏鲁。
死亡面具（デスマスク/Death Mask）
奪走被害者臉龐的惡魔。
斷頭台惡魔（ギロチンデビル/Guillotine Devil）
由執行了數萬人的死刑的斷頭台所化成的。
回轉惡魔（スピンデビル/Spin Devil）
與刃物融合的惡魔。
乌科巴克、地炎魔、点灯鬼（ユコバック/Ukobach）
有著灼熱身體的生火惡魔，名字來自傳說發明油炸物和煙火，受別西卜之命看管地獄鍋子的下級惡魔。
雷拉伊耶（レライエ/Lerajie）
惡魔的獵人，能用跳彈從死角攻擊，女性。名字來自72柱惡魔之一。
埃提姆（エディンム/Edimmu）
在水中生活，有如蛇般的有毒怪物。名字來自巴比倫神話中，居住於死者國度之亡靈。
札奇諾（ザッキーノ/Zacchino）
對女性很溫柔，实际非常做作的惡魔，名字來自日文的做作。
造型应该是参考了亨利八世的画像。
麻涅麻涅（マネマネ/Mimicer）
模仿主角動作的魔物，名字來自日文的模仿。
| 亞種        | 解說                   |
| ----------- | ---------------------- |
| 噢(オゥ/Oh) | 盜取玩家副武器的魔物。 |

难近母（ドゥルガー/Durga）
會吃下被害者血肉的四手女惡魔，名字來自印度教的雪山神女的化身之一。
| 亞種                 | 解說                                                            |
| -------------------- | --------------------------------------------------------------- |
| 时母(カーリー/Curly) | 帶來破壞的四手女魔神，名字來自印度神話女神─雪山神女的化身之一。 |

安多拉斯（アンドラス/Andras）
揮舞著燃燒的劍，騎著狼的惡魔。名字來自72柱惡魔之一。
阿姆多席亞斯（アムドゥシアス/Amducias）
外表如同獨角獸的惡魔，被譽為地獄裡的音樂家。名字來自72柱惡魔之一。
滴水嘴獸（ガーゴイル/Gargoyle）
俗名石像鬼，有著蝙蝠樣翅膀的醜陋怪物。
涅墨西斯（ネメシス/Nemesis）
狩獵獸人的天使，名字來自希臘神話中的復仇女神。
| 關連怪物                         | 解說                                                       |
| -------------------------------- | ---------------------------------------------------------- |
| 阿拉斯托耳(アラストール/Alastor) | 由被殺害者的怨念所操控的劍，名字來自希臘神話中的復仇精靈。 |

女武神（ヴァルキリー/Valkyrie）
持有邪惡之心，手握神聖力量的好戰少女。名字來自北歐神話中登場的神靈。
| 亞種                          | 解說                                     |
| ----------------------------- | ---------------------------------------- |
| 厄里倪厄斯(エリニュス/Erinys) | 復仇女神，名字來自希臘神話中登場的女神。 |

阿馬拉里克狙擊手（アマラリックスナイパー/Amalaric Sniper）
墮落天使的弓箭手，名字來自西哥德王國的國王。
報喪女妖（バンシー/Banshee）
以不吉的聲音哭泣的妖精，名字來自愛爾蘭及威爾斯傳說前來預告將死之人的妖精。
| 亞種                                      | 解說                                   |
| ----------------------------------------- | -------------------------------------- |
| 詛咒的女主唱(カースディーヴァ/Curse Diva) | 憎恨生者的惡靈，她的歌聲可以咒殺人類。 |

树妖精（ドライアド、ドリアード/Dryad）
邪惡的樹木精靈，月輪中則只是一根枯木，名字來自希臘神話中的木精。
阿拉克涅（アルケニー/Arachne）
會自口中噴出毒液，蜘蛛網或毒針的蜘蛛女妖，名字來自希臘神話中被雅典娜變成蜘蛛的女性。
艾爾吉薩（エルギーザ/Elgiza）
財寶的守護者，名字來自阿拉伯語中吉薩的發音。
安斐斯巴耶拿（アンフィスバエナ/Amphisbaena）
尾部是美女的雙頭怪物，名字來自羅馬及衣索比亞的傳說生物。
（トリトン/Triton）
水邊的支配者，名字來自希臘神話中的海之信使。
西佛爾（シルフ/Sylph）
以空間移動進行攻擊，名字來自西方四元素說中對應風元素的風精靈
羅蕾萊（ローレライ/Lorelai）
利用美貌和動人的聲音引誘人下水的水精，名字來自德國傳說的水妖。
斯普利坎（スプリガン/Spligun）
利用背上的噴射器朝玩家飛快襲來的妖精，名字來自英格蘭西南部的康沃爾郡傳說中守護財寶的醜陋妖精。
荒霸吐（アラハバキ/Arahabeki）
外表類似泥偶，名字來自日本東北地方一帶民族信仰的神。
爬行者（ジ・ズィー/Creeper）
小型的魔物，受到攻擊時會出其不意的大跳躍來攻擊玩家。
尤克羅魯（ヨークロール/Slimy Barsinister）
自地底如泥狀般浮出地表的魔物。
伊弗利特（イフリート/Ifreet）
憤怒的魔神，全身燃燒著火焰。名字來自阿拉伯神話中的精灵。
瓦普拉（ヴァピュラ/Vapula）
長著翅膀，外表類似獅子的惡魔。名字來自72柱惡魔之一。
嗚低（ブーロー/Low boo）
地獄的負責執行死刑的魔神。

### 其他
鞭子的記憶（ムチのきおく/Whip's Memory）
最後持有鞭子的貝爾蒙多一族的記憶，為里希特。
邪惡臉（イーブルフォース/Evil Force）
具象化的邪惡意念，給世間帶來災難。
飛行人影（フライングヒューマノイド/Flying Humanoid）
漂浮在遠方的神秘人影，參考都市傳說中的UMA之一。
鬼火（ウィルオウィスプ/Will O'Wisp）
亡者的怨念所化成的火焰。
靈物質（エクトプラズム/Ectoplasm）
對人世間仍留有遺憾的屍體所滲透出來的物質。
懸絲傀儡、殺人人偶（マリオネット、キラードール/Marionette、Killer Doll）
寄宿著殺人魔怨靈的人偶，可能是參考了都市傳說的詛咒娃娃。
| 關連怪物                                  | 解說                                   |
| ----------------------------------------- | -------------------------------------- |
| 雷人偶(かみなりにんぎょう/Lightning Doll) | 寄宿著被電椅處死的死刑犯之怨靈的人偶。 |

殺人斗篷（キラーマンド/Killer Mantle）
襲擊人類的邪惡斗篷，由於通體紅色，可能是參考了都市傳說的紅斗篷。
擬態怪（ミミック/Mimic）
會偽裝成寶箱的怪物。
墓石（グレイブ/Tombstone）
死者的怨念移至墓碑上，襲擊活人。
騷靈（ポルターガイスト/Poltergeist）
施展降靈術而被惡靈所憑依的桌子，名字來自超常現象的一種。
| 關連怪物                     | 解說                                                             |
| ---------------------------- | ---------------------------------------------------------------- |
| 葛雷姆林(グレムリン/Gremlin) | 喜歡破壞機械的妖精，名字來自20世紀初期英國空軍間廣為流傳的妖精。 |

浮腦（ブレインフロート/Brain Floa）
像蜉蝣生物一样在空中飞行的大脑。
噶席韃（ガッシーダ/Gashida）
活動的四足獸石像，會吐出石化氣體。
法老王（ファラオ/Pharaoh）
古埃及的国王，死后复活为魔物，对擅闯金字塔的人不留情面。
錫人（ティンマン/Tin Man）
沒有「心」的機器人，利用兩側的斧頭和內藏的機關槍攻擊。参考绿野仙踪中的铁皮人。
機器人ZX26（オートマトンZX26/Automaton ZX26）
惡魔技師所做的自動人偶，試作品NO.26。
| 關連怪物                                    | 解說                                          |
| ------------------------------------------- | --------------------------------------------- |
| 機器人ZX27(オートマトンZX27/Automaton ZX27) | 距離完成品只差一點點的自動人偶，試作品NO.27。 |

咒文典（じゅほうてん/Spellbook）
紀載著初步咒術的古書。
| 關連怪物                      | 解說                   |
| ----------------------------- | ---------------------- |
| 武器典(ぶぐじてん/Magic Tome) | 紀載著古代武器的辭典。 |

血腥劍（ブラッディソード/Bloody Sword）
渴望鮮血的魔劍。
邪惡柱（イビルピラー/Evil Pillar）
被邪惡的意識所侵佔的柱子雕飾。
| 亞種                             | 解說                   |
| -------------------------------- | ---------------------- |
| 惡魔塔(デビルタワー/Devil Tower) | 被惡魔附著的柱子雕飾。 |

詭計蠟燭（トリックキャンドル/Trick Candle）
偽裝成蠟燭的惡靈。
| 亞種                                        | 解說                                       |
| ------------------------------------------- | ------------------------------------------ |
| 擬態怪蠟燭(ミミックキャンドル/Mimic Candle) | 外表與詭計蠟燭沒什麼兩樣，火焰顏色為紅色。 |
| 驚慌蠟燭(スケアリーキャンドル/Scary Candle) | 外表與詭計蠟燭沒什麼兩樣，火焰顏色為綠色。 |